# Kieżmark
Kieżmark, Kiezmark (słow. Kežmarok, węg. Késmárk, niem. Käsmark / Kesmark) – miasto powiatowe na Słowacji, w kraju preszowskim, w historycznym regionie Spisz. Nazwa miasta pochodzi od niemieckiego złożenia Käsemarkt, oznaczającego „targ serowy”.

## Położenie geograficzne
Miasto leży na wysokości 626 m n.p.m. w Kotlinie Popradzkiej, u ujścia rzeczki Lubica do Popradu.
Przez Kieżmark przebiega droga krajowa nr 66 z Popradu do Jurgowa. W mieście odbija od niej na południe droga lokalna nr 536 prowadząca przez Wierzbów do Spiskiego Czwartku. Przez miasto przebiega linia kolejowa ze Starej Lubowli do Popradu.

## Historia
Okolice miasta były zamieszkane już w epoce kamienia, osady istniały tu również w epoce brązu i wczesnej epoce żelaza, a następnie także w czasach kultury lateńskiej i w czasach rzymskich. Wzmianka z 1190 r. mówi o klasztorze żeńskim, przy którym prawdopodobnie istniała również niewielka osada.
Kieżmark powstał w XIII wieku z połączenia trzech punktów osadniczych: osady królewskich strażników granicznych na lewym brzegu Popradu, z początków XI w., skupionej wokół nieistniejącego już kościoła św. Michała (zamieszkanej przez ludność słowiańską), słowiańskiej osady rybackiej na prawym brzegu Popradu z przełomu XI i XII w. oraz kolonii ludności pochodzenia niemieckiego (saskiej) z początków XIII w., skupionej wokół kościoła św. Elżbiety (w widłach Popradu i Lubicy, w miejscu dzisiejszego zamku). Pierwsza pisemna wzmianka o osadzie Villa (Saxonum aput Ecclesiam) Sancte Elisabeth pochodzi z 1251 r. W roku 1269 Kieżmark uzyskał prawa miejskie, a w połowie XIV wieku otoczył się miejskimi murami obronnymi. W 1380 r. stał się wolnym miastem królewskim, obdarzanym następnie wieloma przywilejami. W 1423 roku w Kieżmarku odnowiony został Pokój w Lubowli pomiędzy Jagiełłą i Zygmuntem Luksemburskim z 1412 roku. Od 1440 r. w mieście znajdowała się siedziba władz Związku Sasów Spiskich – autonomicznej jednostki administracyjnej Sasów spiskich wyodrębnionej z komitatu spiskiego. 25 kwietnia 1433 r. Kieżmark złupili husyci, którzy zniszczyli kościoły świętej Elżbiety i świętego Michała z XIII wieku. W 1441 r. opanowały Kieżmark wojska Jana Jiskry – wodza wojsk królowej Elżbiety, walczącej wówczas z Władysławem Warneńczykiem o panowanie nad Węgrami. Jego wojska opuściły Kieżmark dopiero w roku 1462.
Na skutek tych wydarzeń postanowiono postawić w mieście obronny zamek i w 1463 r. rozpoczęto jego budowę. Nie wyszło to jednak miastu na dobre, ponieważ władający zamkiem ród Zapolyów od samego początku dążył do podporządkowania sobie miasta. Dokonał tego już w 1530 r. Hieronim Łaski, polski szlachcic w służbie pretendenta do tronu węgierskiego Jana Zápolyi. Później, w 1583 r., miasto przeszło w ręce rodu Thökölych. Kieżmarscy mieszczanie nigdy się nie pogodzili z utratą swobód i po długiej serii zatargów w roku 1651 Stefan II Thököly na podstawie tzw. ugody wiedeńskiej za odstępne w wysokości 50 000 złotych oddał władzę nad miastem. W 1655 r. Kieżmark odzyskał status wolnego miasta królewskiego, a cesarz Ferdynand III Habsburg potwierdził mu wszystkie dawniejsze przywileje. W 1702 r. miasto odkupiło zamek od ostatniego z jego panów, którym był przywódca wielkiego powstania antyhabsburskiego Emeryk Thököly, co definitywnie zakończyło konflikt.
Uprzywilejowany status w połączeniu z korzystnym położeniem miasta na szlaku handlowym z zachodu na wschód Europy pozwoliły miastu na szybki rozkwit. Miasto osiągnęło wysoki stopień zamożności. Już w XV wieku istniał tu szereg cechów rzemieślniczych, z których pierwszym i jednym ze znaczniejszych był założony w 1475 r. cech sukienników. W XVIII w. liczba cechów przekroczyła 30, a liczba warsztatów sięgnęła 263 w 1715 r. Na terenie dzisiejszej Słowacji tylko Koszyce miały wówczas nieco więcej warsztatów (265). Bogactwo i znaczenie miasta wywoływało również liczne konflikty. Między innymi Kieżmark popadł w blisko dwustuletni konflikt z niedaleką Lewoczą o prawo składu, którego podłożem była handlowa konkurencja między tymi miastami. Konflikt stał się najsilniejszy w latach 1528–1536, gdy w toku walk między stronnictwami tureckim i habsburskim Kieżmark poparł Jana Zápolyę, a Lewocza – Ferdynanda Habsburga. Wówczas doszło między miastami do walk zbrojnych. Ostatecznie, po śmierci Jana Zapolyi, Kieżmark utracił prawo składu, a Lewocza je zachowała. Kieżmark był przedmiotem walk za czasów powstań antyhabsburskich w XVIII wieku. Nie zahamowało to jednak rozwoju miejskiej gospodarki, zwłaszcza handlu, który kwitł w XVIII i XIX wieku.
Od XIX wieku miasto było ośrodkiem przemysłu włókienniczego i odzieżowego. Do tradycji kieżmarskich sukienników i płócienników, którzy swoje towary sprzedawali nawet w Albanii i Grecji, nawiązała pierwsza kieżmarska manufaktura – mechaniczna przędzalnia i tkalnia lnu, założona w 1860 r. W szczytowym okresie swego rozwoju krótko przed I wojną światową zatrudniała ona 500 robotników, przy czym pracowało dla niej również blisko 800 chałupników. W 1884 r. powstała tu niewielka fabryka przeróbki lnu, a w 1901 r. fabryka sukiennicza. Dzięki budowie Kolei Koszycko-Bogumińskiej szybciej rozwijać zaczęły się Poprad i Spiska Nowa Wieś, przez co Kieżmark i konkurująca z nim zawsze Lewocza straciły sporo na znaczeniu. Dopiero w roku 1889 dotarła do Kieżmarku kolej z Popradu, a secesyjny dworzec powstał na miejscu dawnej osady przy zaginionym kościele św. Michała.
W średniowieczu miasto było konglomeratem narodowości – oprócz Niemców i Słowaków mieszkali tu Węgrzy, Polacy, Żydzi i Rusini. Na początku XVI wieku Kieżmark jednogłośnie przyjął luteranizm. Do miasta tego emigrowało również parę rodzin z terenów Ziemi Pszczyńskiej, gdzie nasilała się kontrreformacja. Do rekatolicyzacji miasta doszło pod koniec XVII wieku. Kieżmark przyciągał licznych uczonych, był też ośrodkiem kultury. W 1910 r. miasto liczyło 6,3 tys. mieszkańców, z czego 3,2 tys. Niemców, 1,6 tys. Słowaków i 1,3 tys. Węgrów. W 1918 r. grupa kieżmarskich Słowaków proklamowała niezawisłą Republikę Słowacką. W 1944 r. niemal cała ludność niemiecka, stanowiąca około trzeciej części mieszkańców Kieżmarku, opuściła miasto w ucieczce przed Armią Czerwoną (spis z 2001 wykazał tylko 74 Niemców, mieszkających nadal w mieście).
W Kieżmarku urodził się m.in. Olbracht Łaski – senator Rzeczypospolitej, wojewoda sieradzki od 1566, polski alchemik.

## Demografia
Na koniec 2016 miasto liczyło 16 026 mieszkańców w tym 8291 kobiet i 7738 mężczyzn.

## Gospodarka
W mieście rozwinął się przemysł włókienniczy, drzewny oraz spożywczy.

## Zabytki
Długie i bogate dzieje miasta pozostawiły mu w szczególności zabytkowy zespół miejski – niewielki, lecz o urozmaiconym obliczu architektonicznym. Budowle reprezentują wszystkie style, począwszy od gotyckiego. Do najcenniejszych zabytków należą:
- Drewniany kościół artykularny św. Trójcy z 1717, tzw. stary kościół ewangelicki, wpisany w 2008 na listę światowego dziedzictwa UNESCO;
- Ratusz z 1461, przebudowany w stylu klasycystycznym w 1779 r.;
- Kościół św. Krzyża z XIII wieku – największa na Spiszu późnogotycka bazylika mniejsza pw. Świętego Krzyża, z wolno stojącą, renesansową dzwonnicą;
- Późnogotycki zamek wzniesiony w drugiej połowie XV wieku, wielokrotnie później rozbudowywany;
- Barokowy kościół Nawiedzenia Marii Panny (paulinów) z 1747 r.;
- Nowy kościół ewangelicki (tzw. zielony) z lat 1873–1894, wybudowany w stylu klasycystyczno-orientalnym (tzw. nowobizantyjskim), z kaplicą grobową Emeryka Thökölyego z 1909 r.;
- Pozostałości miejskich murów obronnych z XV w.;
- Budynek liceum ewangelickiego z lat 1774-1776, przebudowany w XIX w.;
- Klasycystyczny budynek tzw. Reduty z 1818;
- Dom baronowej von Szirmay z końca XVIII wieku.

## Galeria

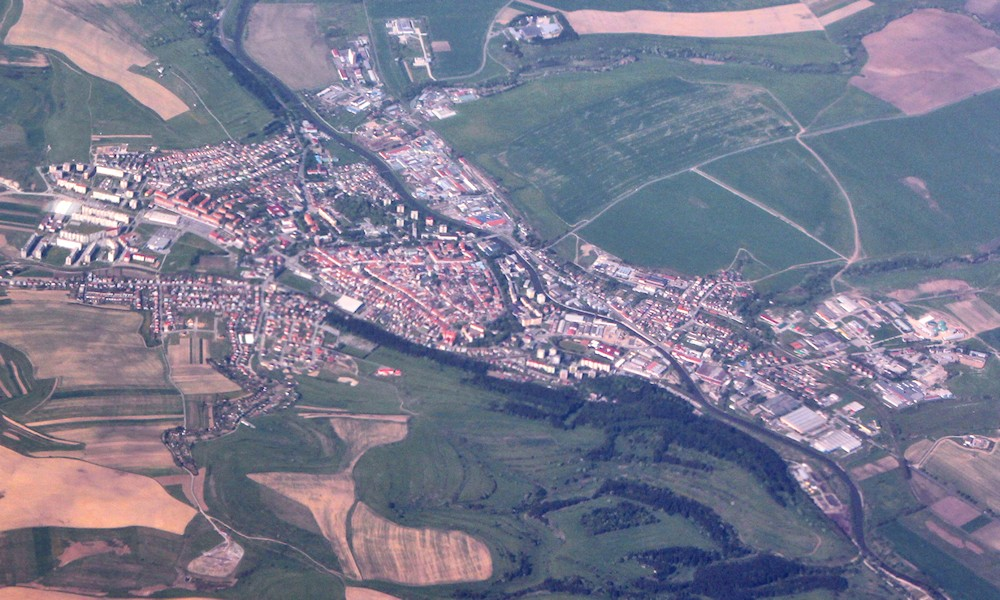
Widok na miasto z lotu ptaka
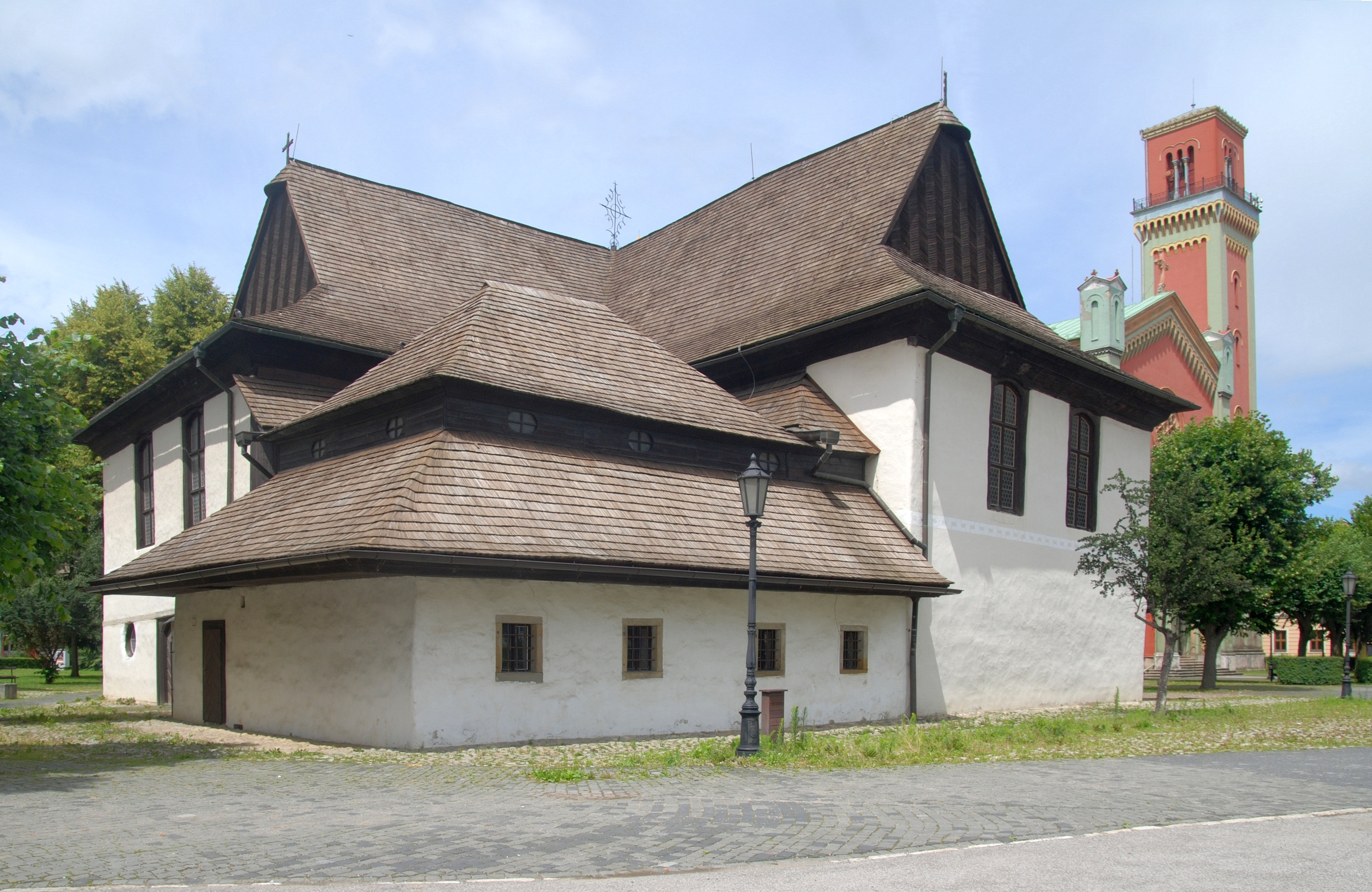
Stary kościół ewangelicki (artykularny)
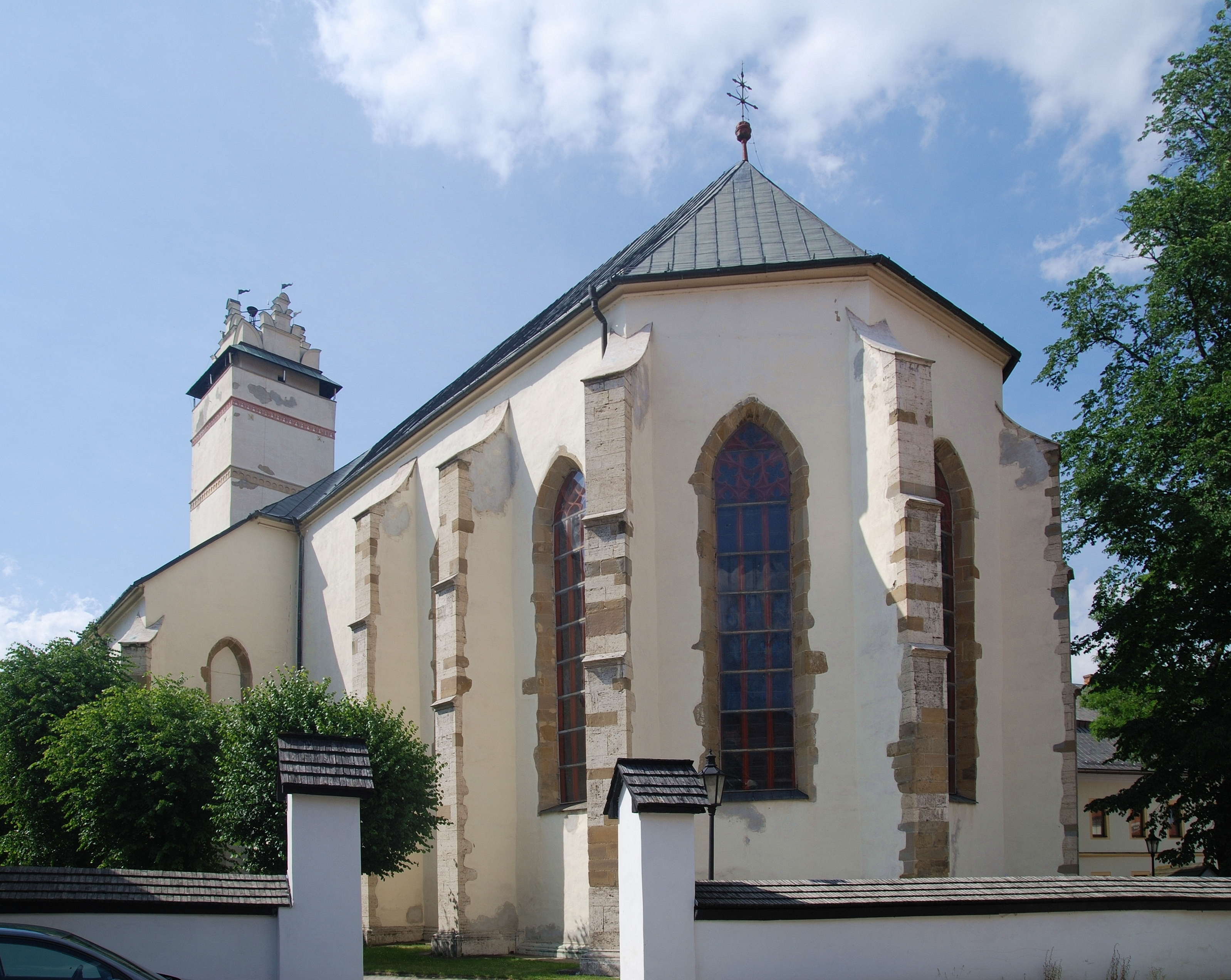
Kościół św. Krzyża (bazylika)
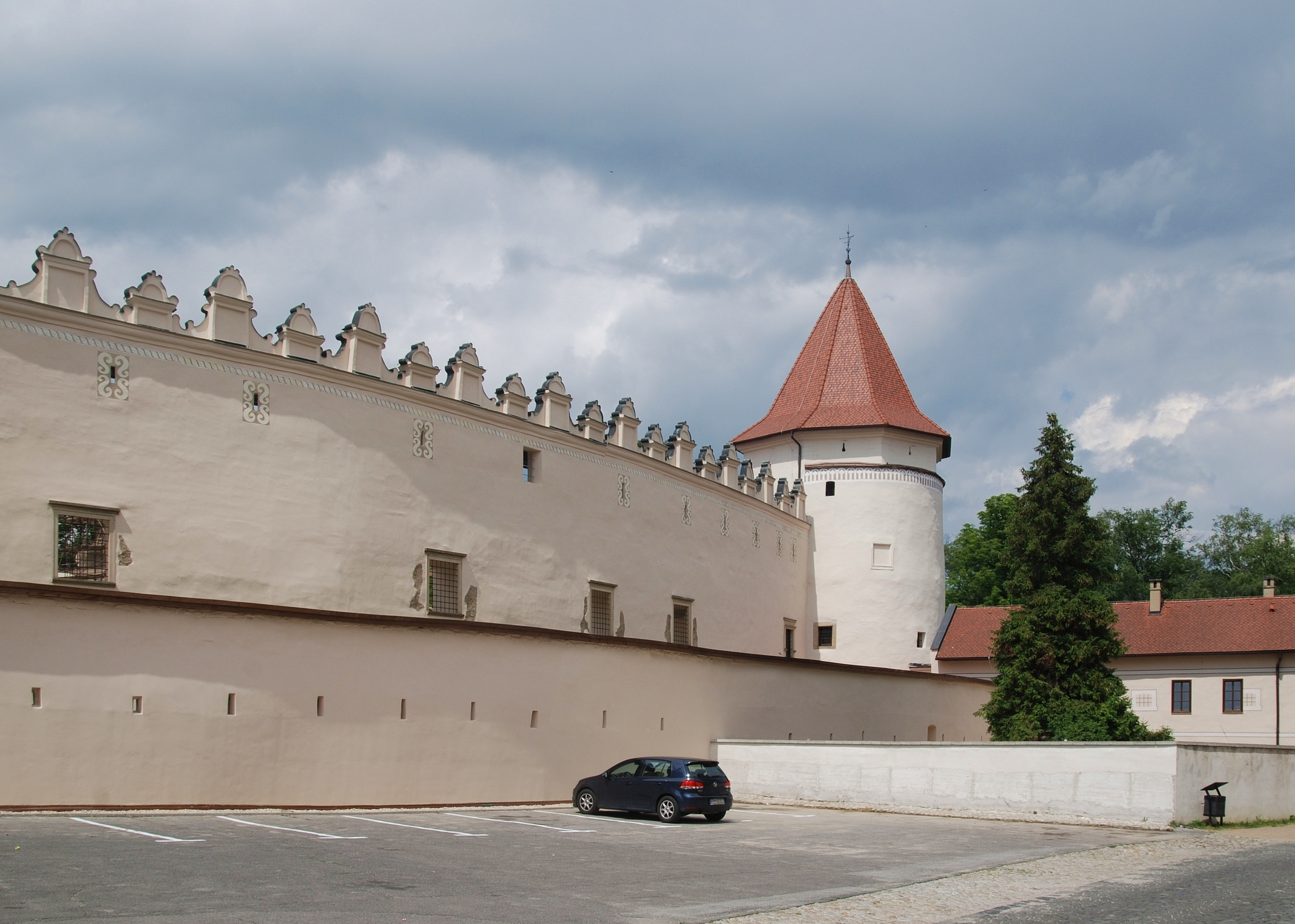
Zamek
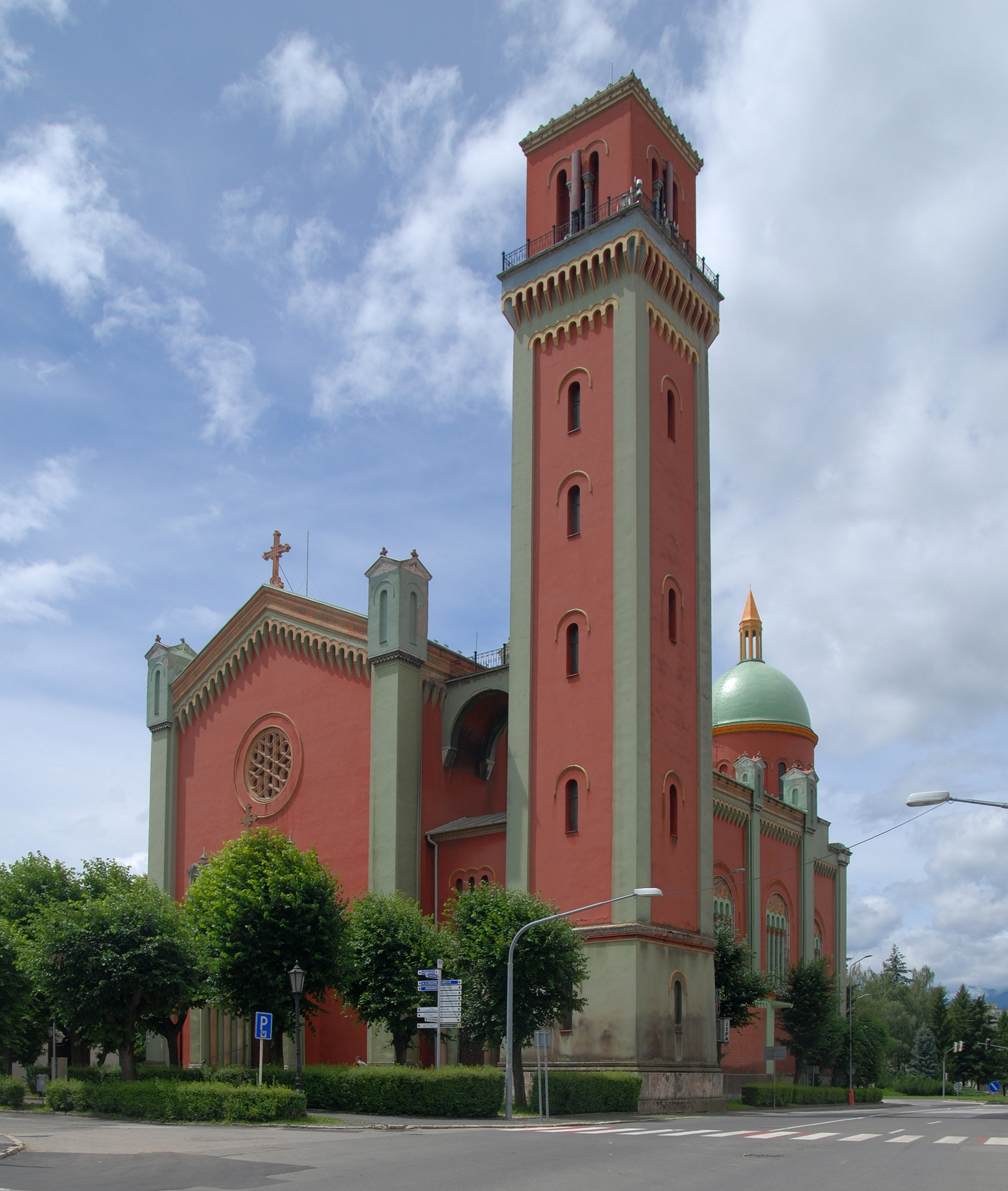
Nowy kościół ewangelicki
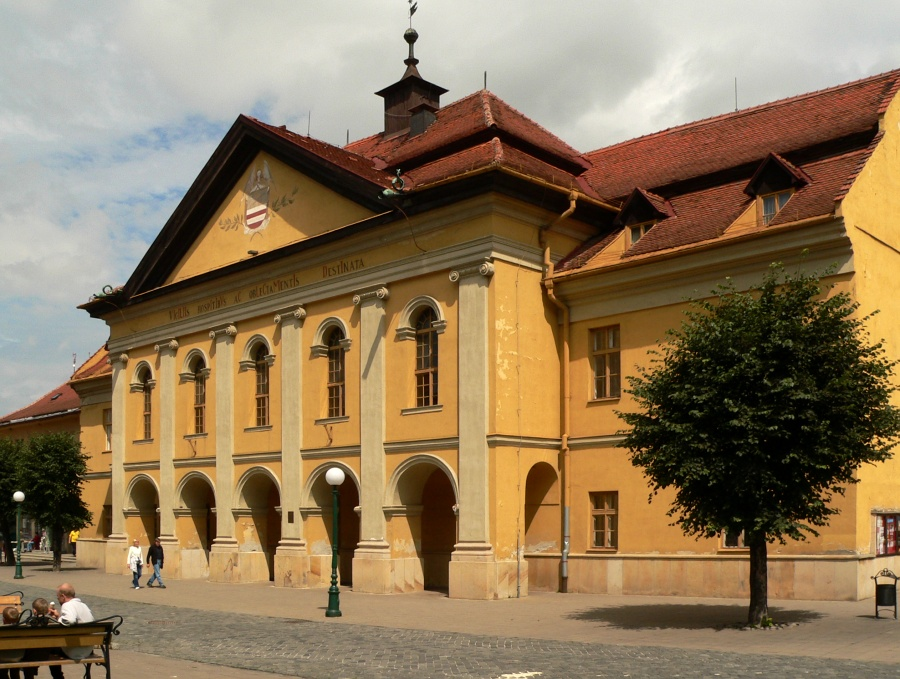
Reduta
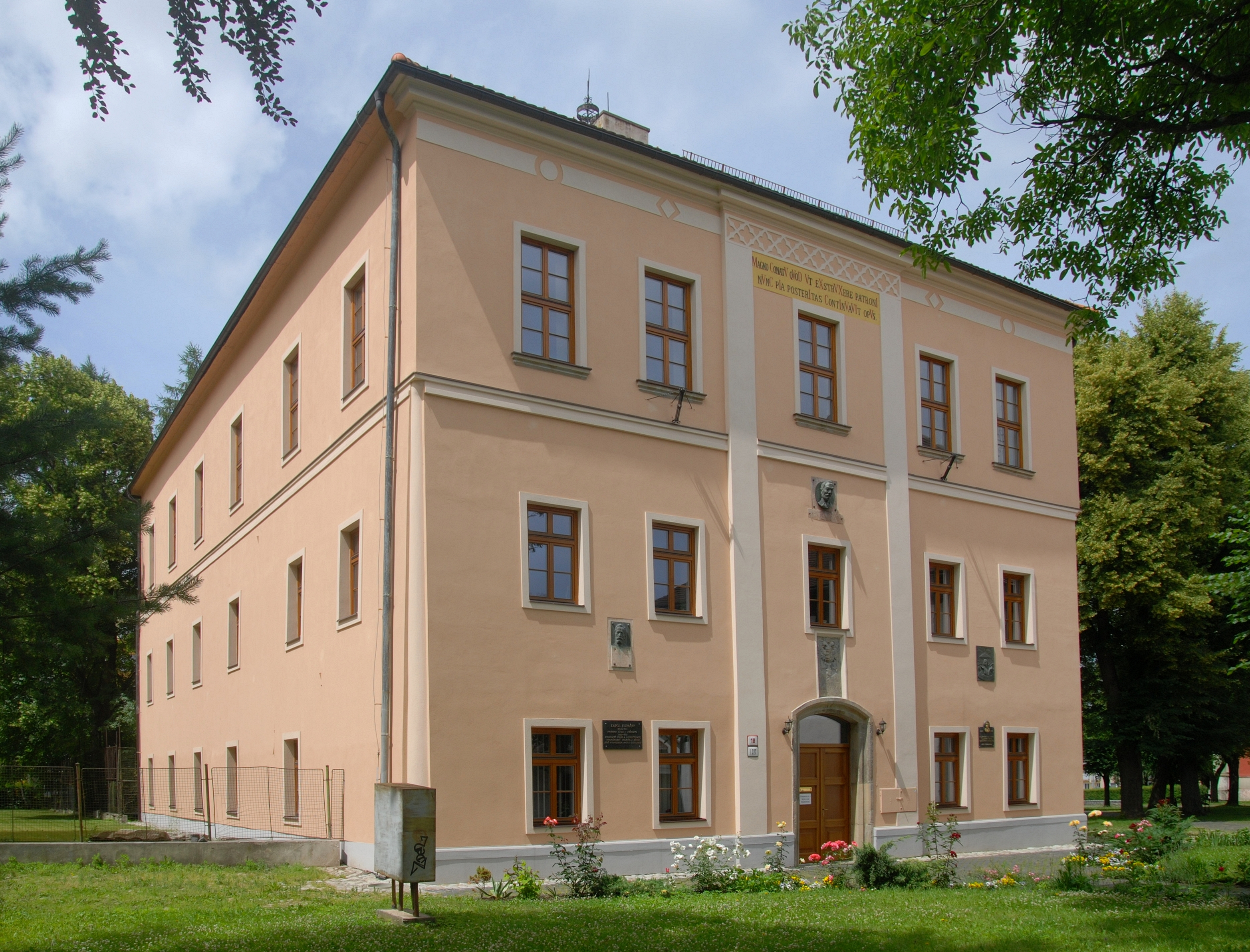
Liceum ewangelickie
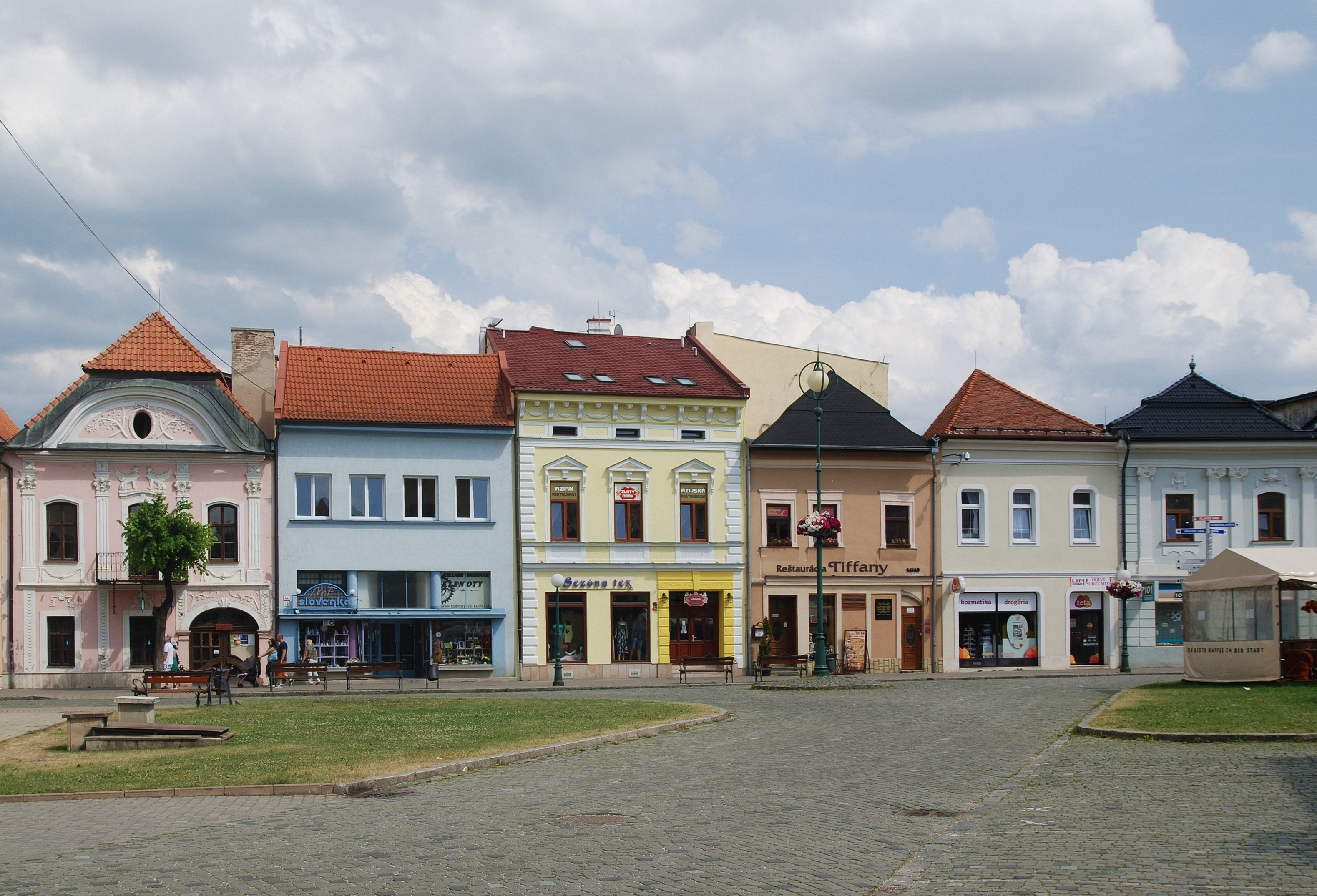
Rynek
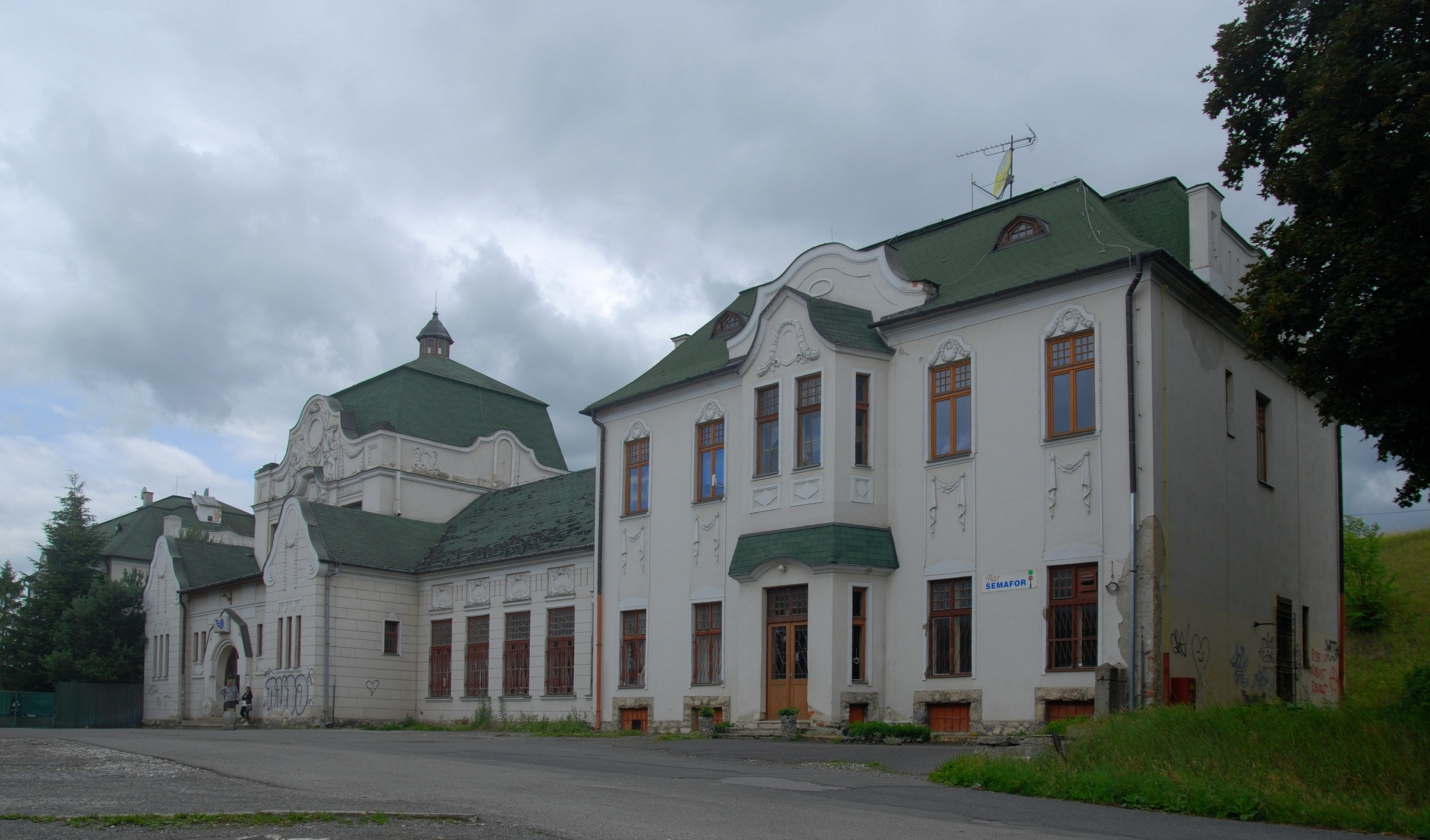
Dworzec kolejowy
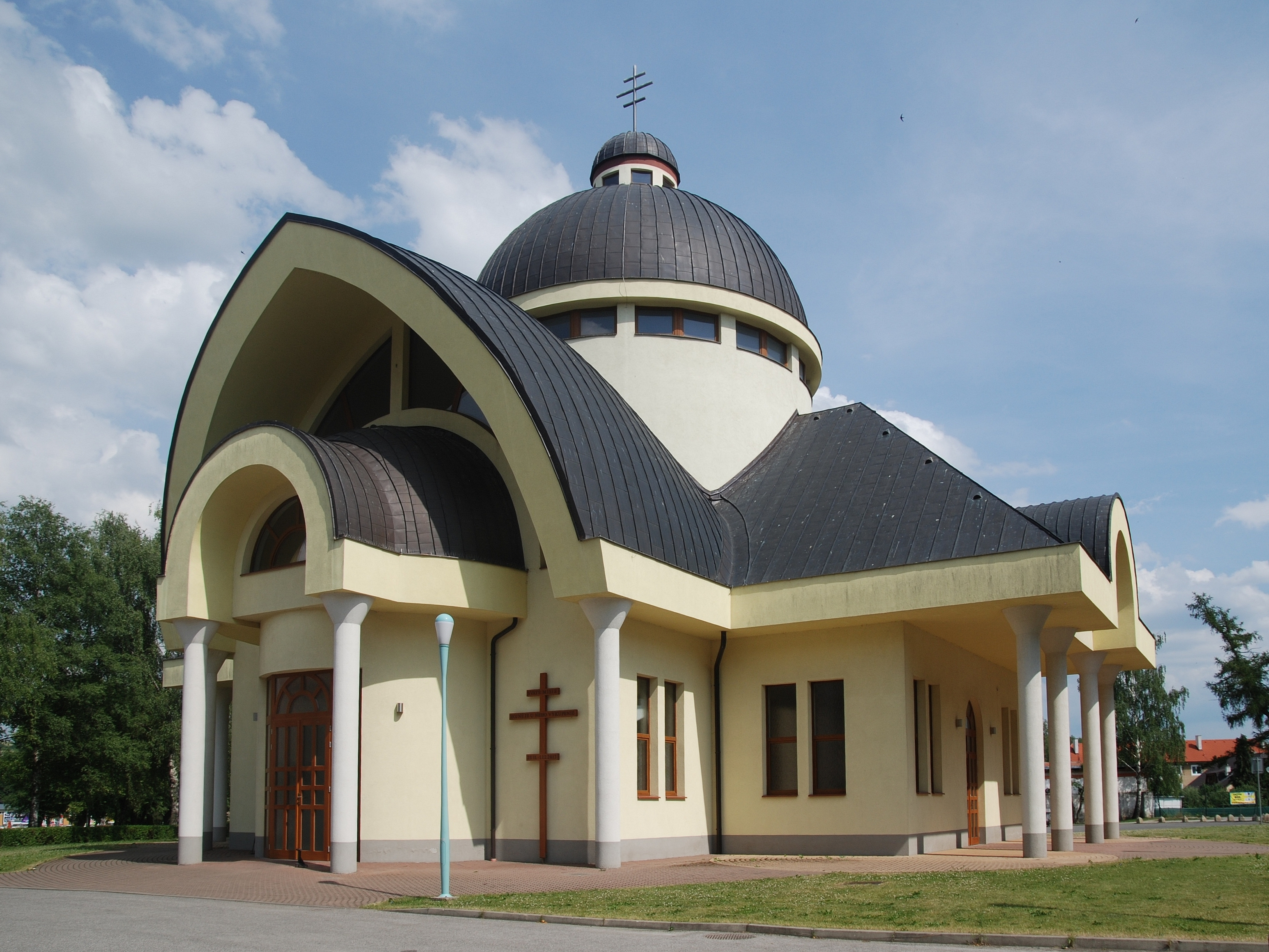
Cerkiew greckokatolicka Narodzenia Bogurodzicy z 2008
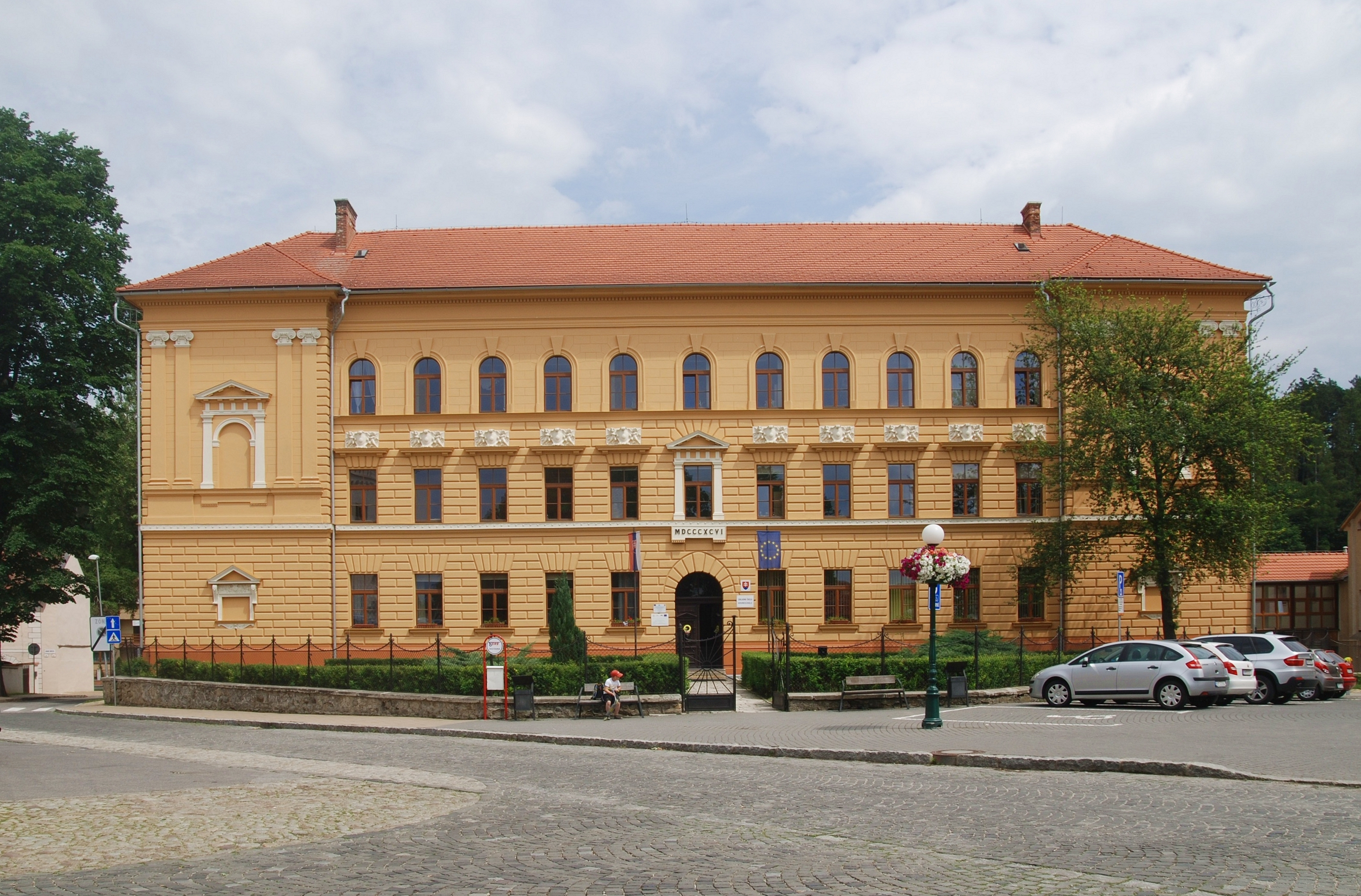
Dawna zabudowa

## Inne atrakcje
Od 1991 każdego lata w Kieżmarku odbywają się europejskie targi rzemiosła ludowego (Európske ľudové remeslo, EĽRO).

## Sport
- MHK Kežmarok – klub hokejowy

## Miasta partnerskie
- Gliwice
- Nowy Targ
- Zgierz
- Bochnia
- Lanškroun
- Przybram
- Kupiszki
- Hajdúszoboszló
- Weilburg